# طقنجة
طقنجة هي مدينة سواحيلية تاريخية تقع على الساحل الكيني بين مومباسا وماليندي ، في مقاطعة كيليفي [الإنجليزية].
تقع على بعد 10 كيلومترات جنوب مدينة كيليفي، في محافظة كيكامبالا. تقع طقنجة في كريك في دائرة كيليفي الشمالية في مقاطعة كيليفي في مقاطعة الساحل. تبعد 37 كم من مومباسا و 3 كم من طريق مومباسا ماليندي، بعد عقار فيبينجو سيزال مباشرة. توجد ثماني قرى في ضواحي تاكاونغو، وهي: ماويني، فوما، كاياندا، فيونجاني، ماشيهي، كانيومبوني، بوياني، كيباوني. خلف طقنجة مباشرة، يوجد مجتمعان متجاوران في ميجيكيندا. تشونيي في الجنوب وكاوما في الشمال. لم تستقر هاتان القبيلتان في تاكاونجو لأنهما كانتا مزارعتين ولم تكونا صيادتين أو بحارة.
يبلغ عدد سكان البلدة 10,800 نسمة. يعد صيد الأسماك واستخراج المرجان المحلي من الصناعات الرئيسية في الوقت الحالي. يتألف السكان من المسلمين السواحيليين، الذين يعيش معظمهم في مركز المدينة أو بالقرب منه، بالإضافة إلى مجتمع مسيحي كبير في الشامبا أو الريف المحيط بها.

## طالع أيضًا
- المستوطنات السواحيلية التاريخية [الإنجليزية]
- العمارة السواحيلية [الإنجليزية]